# Eigentliche Großkatzen
Die Eigentlichen Großkatzen (Panthera) sind eine Gattung der Großkatzen (Pantherinae), einer Unterfamilie der Katzen (Felidae). Im Gegensatz zu ihren nächsten Verwandten, den Nebelpardern (Neofelis), können fast alle Arten der „Eigentlichen Großkatzen“ Brülllaute von sich geben.

## Merkmale
Die Arten der Gattung Panthera zählen zu den größten Katzenarten. Vier der fünf Arten sind in der Lage zu brüllen, können aber nicht beim Einatmen schnurren wie andere Katzen, sondern nur beim Ausatmen. Im Gegensatz zu anderen Katzen, die ein verknöchertes Zungenbein besitzen, haben alle fünf Panthera-Arten ein elastisches Zungenbein. Früher wurde die Fähigkeit des Brüllens mit diesem Merkmal zu erklären versucht, neuere Studien zeigen aber, dass das Brüllen mit anderen anatomischen Besonderheiten, vor allem mit einer speziellen Ausbildung des Kehlkopfs, zusammenhängt. Dieser ist bei Löwe, Leopard, Tiger und Jaguar durch sehr lange Stimmlippen und ein dickes Polster aus elastischem Gewebe charakterisiert, was es diesen Arten erlaubt zu brüllen. Der Schneeleopard (als einzige Panthera-Art) und die anderen Katzenarten besitzen diese Merkmale nicht und können auch nicht brüllen.

## Stammesgeschichte
Am Ursprung der Panthera steht möglicherweise die Art Viretailurus schaubi, die gelegentlich aber auch für einen Vorläufer der Puma-Linie gehalten wird und damit möglicherweise identisch mit Puma pardoides ist. Funde dieses leopardengroßen Tiers sind rund zwei Millionen Jahre alt und stammen aus dem Rhonetal in Frankreich. Die Gattung Panthera dürfte in Asien entstanden sein, die genauen Ursprünge liegen jedoch im Dunklen. Morphologische und genetische Untersuchungen zeigen, dass der Tiger sich als erste Form der rezenten Arten von der zweiten Linie, die aus Jaguar, Löwe und Leopard besteht, abgespalten hat. In dieser Gruppe spaltete sich dieser Studie zufolge die Jaguar-Linie von Löwe und Leopard ab, die sich erst später trennten. Der Schneeleopard wurde ursprünglich meist an der Basis der Gattung gesehen, neuere molekulargenetische Untersuchungen legen jedoch nahe, dass er möglicherweise die Schwesterart des Leoparden sein könnte. Eine jüngere Studie, die sich auf die gesamte mitochondriale DNA-Sequenz bezieht, unterstützt diese Befunde zum Teil. Auch hier wurde eine Abspaltung zuerst des Nebelparders, dann des Tigers und schließlich des Jaguars von den übrigen Arten gestützt. Allerdings soll sich dann zuerst der Leopard abgespalten haben, während der Löwe und der Schneeleopard offenbar Schwesterarten darstellen.
In Nordamerika heimisch war der Amerikanische Löwe (Panthera atrox), der vermutlich eng verwandt mit dem eurasischen Höhlenlöwen sowie rezenten Löwen und dem Leoparden war. Eine ausgestorbene Großkatze, die irrtümlich für einen Verwandten des Jaguars gehalten wurde, ist unter dem Namen Panthera gombaszoegensis bekannt. Älteste Fossilienfunde stammen aus der Zeit vor 1,6 Millionen Jahren aus dem Gebiet um Olivola in Italien. Weitere fossil überlieferte Großkatzen sind Panthera zdanskyi als potenziell naher Verwandter des Tigers sowie der anhand eines Oberarmknochens aus einer Zenote auf Yucatan beschriebene Panthera balamoides. Der in Tibet gefundene „Panthera“ blytheae, der wahrscheinlich nahe verwandt ist mit dem Nebelparder, gehört seit dem Jahr 2023 zur Gattung Palaeopanthera.

## Systematik
Zur Gattung Panthera gehören:
- Tiger (Panthera tigris)
- Jaguar (Panthera onca)
- Löwe (Panthera leo)
- Leopard (auch Panther genannt, Panthera pardus)
- Schneeleopard (Panthera uncia)

Früher wurde der Schneeleopard häufig in eine eigene Gattung Uncia gestellt. Heute rechnet man ihn meist zur Gattung Panthera, was auch durch molekulargenetische Analysen unterstützt wird. Der Nebelparder (Neofelis nebulosa) zählt nicht zu den Panthera, steht der Gattung aber sehr nahe.